# Curt-Christian Elster
Curt-Christian Elster (* 12. Februar 1902 in Berlin; † 12. Januar 1974 in Herford) war ein deutscher Sozialpädagoge und liberaldemokratischer Politiker in der sowjetischen Besatzungszone. Er war von 1946 bis 1948 Generalsekretär des LDP-Landesverbandes Thüringen.

## Leben
Elster wurde in Berlin geboren, wuchs aber zeitweise in Braunschweig auf, wo er ein Humanistisches Gymnasium besuchte. Dieses verließ er am 10. Mai 1919 mit dem erreichten Abitur. Von 1920 bis 1926 studierte Elster anschließend zunächst an der damaligen Technischen Hochschule Braunschweig, daran schloss sich von 1926 bis 1930 ein Studium der Pädagogik und Philosophie an der Universität Jena an. An der Thüringer Universität wurde Elster auch mit der Dissertation Fürsorgeerziehung im ehemaligen  Großherzogtum Sachsen-Weimar-Eisenach zum Dr. phil. promoviert. Anschließend wirkte Elster im Thüringischen zunächst als Sozialpädagoge, später war er auch im Verlagswesen und im kaufmännischen Bereich in der Industrie tätig. Seit 1932 verheiratet, wohnte Elster nach dem Studium zunächst in Untermaßfeld, später in Eisenach. Zwischen 1937 und 1940 leistete Elster seinen dreijährigen Wehrdienst ab, eine Weiterverwendung in der Wehrmacht wurde 1940 durch eine Wehrunwürdigkeitserklärung aus rassischen Gründen beendet. Anschließend bestritt Elster als Privatgelehrter seinen Lebensunterhalt.
Nach Kriegsende begann Elster sich in der thüringischen Demokratischen Partei zu engagieren, die im Dezember 1945 in der Liberal-Demokratischen Partei Deutschlands der sowjetischen Besatzungszone aufging. Innerhalb dieser Partei übernahm Elster ab dem 1. März 1946 die hauptamtliche Funktion eines Landesorganisationsleiters bei der Landesgeschäftsstelle des LDP-Landesverbandes Thüringen in Weimar. Er war dadurch mit sämtlichen organisatorischen Aufgaben innerhalb des Landesverbandes betraut und besetzte damit eine Schlüsselposition innerhalb der Thüringer LDP. Ihm unterstanden dabei zunächst 12 verschiedene Abteilungen. Partner Elsters war zu dieser Zeit Generalsekretär Heinz Büchsenschütz, der das Sekretariat des LDP-Landesvorstandes führte. Ob seiner wichtigen Parteifunktion wurde Elster bei den ersten Thüringer Landtagswahlen im Oktober 1946 als LDP-Abgeordneter in den Thüringer Landtag gewählt. Bereits 1947 wurde die Landesgeschäftsstelle wiederum neu strukturiert, Elster leitete nun die Abteilung Verwaltung, der unter anderem auch die Führung der Mitgliederkartei oblag. Er wirkte dabei neben Generalsekretär Roland Wüsthoff, der Büchsenschütz im Oktober 1946 abgelöst hatte und Hans-Joachim Siekiera, der nunmehr die meisten Organisationsabteilungen führte. Auf dem II. LDP-Landesparteitag, der vom 6.–9. Juni 1947 in Erfurt stattfand, wurde Elster schließlich zum Generalsekretär des LDP-Landesverbandes Thüringen gewählt. Ab 1948 unterstand Elster damit das sogenannte Politische Sekretariat. Bedingt durch seine Funktion nominierte die thüringische LDP Elster als Delegierten zum 2. Deutschen Volkskongress, wo er im März 1948 als Abgeordneter in den 1. Deutschen Volksrat gewählt wurde. Auf dem III. Landesparteitag der LDP Thüringens, der im Juli 1948 in Jena stattfand, wurde Elster erneut als Generalsekretär bestätigt. Allerdings überschlugen sich kurz danach die Ereignisse. Der stellvertretende Landesvorsitzende und nach dem Tode von Wilhelm Külz als Gesamtparteivorsitzender vorgesehene Alphons Gaertner floh am 19. Juli 1948 in die Westzone. Grund war für ihn das zunehmende Drängen der SED nach Alleinherrschaft, welches durch Repressalien seitens der SMAD unterstützt wurde. Am 23. Juli wurde der gegen den Willen der SMAD frisch gewählte LDP-Landesvorsitzende Hermann Becker trotz seiner Immunität als Abgeordneter von den sowjetischen Behörden verhaftet. In der Folge rückten mit Hans Loch und Karl Hamann zwei der SED eher zugeneigte LDP-Politiker in die Führungsgremien nach. Unter dem anhaltenden politischen Druck der SMAD trat dann auch Elster am 26. November 1948 von seinem Posten als Generalsekretär zurück, er behielt aber zunächst noch sein Landtagsmandat.
Um einer Verhaftung zuvorzukommen, floh Elster wahrscheinlich im April 1949 zunächst in den Westsektor Berlins, bis zum 27. April war er in Berlin NW 40 (im Bereich Lehrter Bahnhof) im Bezirk Tiergarten gemeldet. Am 13. April 1949 schloss das LDP-Landesparteigericht Elster daraufhin aus der LDP aus. Offiziell nun parteilos erlosch seine Abgeordnetentätigkeit im Thüringer Landtag zum 9. Mai 1949. Nach seinem kurzzeitigen Aufenthalt in West-Berlin ließ sich Elster im nordrhein-westfälischen Herford nieder. Dort wurde er Verkaufsleiter der Amanit-Vertriebsgesellschaft, die Schweißzubehör vertrieb.